# Udo Steinke
Udo Steinke fue un escritor alemán nacido el 2 de mayo de 1942 en la ciudad de Łódź y fallecido el 12 de octubre de 1999 en la ciudad de Munich

## Biografía
La confusiones de la guerra llevaron a la familia Steinke a instalarse en 1947 en la ciudad de Eilenburg (Sajonia).  Allí, Udo Steinke,  asistió entre los años 1948 y 1956 a la escuela “Bergschule”. Posteriormente realizó una formación profesional como confitero de bombones en la empresa de golosinas Henze de la misma ciudad. 
En Leipzig estudió Literatura desde 1960 hasta 1965 y, luego, trabajó como lector en la editorial “Leipziger VEB Druck und Verlag”. En 1968, después de un viaje de trabajo a la República Federal de Alemania, estableció su residencia en Múnich. Además de algunos trabajos ocasionales, desarrolló su actividad como periodista y gerente de publicidad en el instituto Goethe de Múnich. 
Alcanzó el éxito literario en 1980 con la novela corta “Ich kannte Talmann”, la cual fue galardonada con el premio bávaro de literatura. Posteriormemte publicó seis libros más. Uno de los temas recurrentes de su obra lo constituye la separación de Alemania, el cual aborda en su libro “Doppeldeutsch”. Fueron amigos de Steinke importantes personalidades como Heinrich Böll, Willy Brandt y Hans Dietrich Genscher. 
Udo Steinke es el padre del artista profesional Falk-Ingo Renner, nacido en 1963, y del anatomista Dr. Hanno Steinke, nacido también en 1963.
El instituto Steinke (enlace roto disponible en Internet Archive; véase el historial, la primera versión y la última). en Bonn, fundado por la viuda del escritor, ha sido consagrado a su memoria literaria. El instituto alberga el archivo de Udo-Steinke con la colección de manuscritos, apuntes y  correspondencia; organiza también lecturas de autores varios  y  es sede de una academia de idiomas para postulantes universitarios provenientes del extranjero.

## Obra literaria
- Ich kannte Talmann. DTV 1980. ISBN 3-423-06305-X

- Horsky, Leo oder Die Dankbarkeit der Mörder Archivado el 13 de octubre de 2017 en Wayback Machine.. Ullstein 1982, ISBN 3-550-06474-8

- Die Buggenraths Archivado el 13 de octubre de 2017 en Wayback Machine.. DTV 1985, ISBN 3-423-06357-2

- Manns Räuschlein. Ullstein 1985,  ISBN 3-550-06392-X

- Doppeldeutsch. Schneekluth 1984, ISBN 3-7951-0879-9